# باشگاه فوتبال رئال مایا
رئال مایا یک باشگاه فوتبال هندوراسی بود.

## افتخارات
- دسته دوم: ۲ قهرمانی
- جام حذفی هندوراس: ۱ قهرمانی
- جام برندگان جام کونکاکاف: ۱ مقام سومی